# NGC 1515
NGC 1515 is een balkspiraalstelsel in het sterrenbeeld Goudvis. Het hemelobject werd op 5 november 1826 ontdekt door de Schotse astronoom James Dunlop. Het sterrenstelsel bevindt zich dicht bij NGC 1515A.

## Synoniemen
- ESO 156-36
- AM 0402-541
- IRAS04028-5414
- PGC 14397